# سیارک ۷۵۵

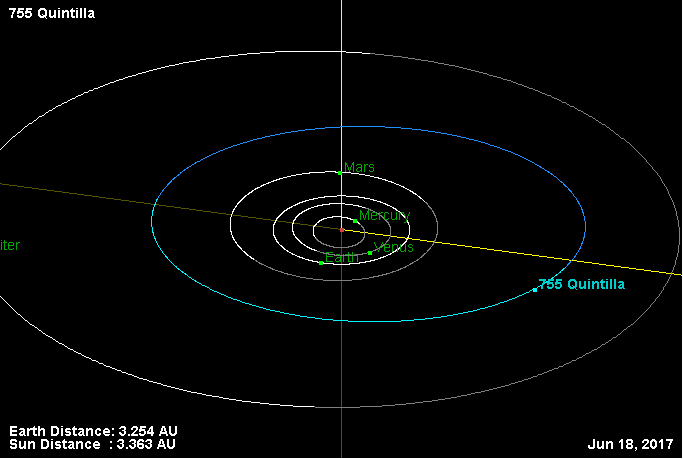
نمایی از محل قرارگیری سیارک ۷۵۵ در مدار – ۲۰۱۷

سیارک ۷۵۵ (به انگلیسی: 755 Quintilla، نامگذاری:1908CZ) هفتصد و پنجاه و پنجمین سیارک کشف شده‌است که در ۶ آوریل ۱۹۰۸ کشف شد.
قدر مطلق سیارک برابر ۹٫۸۱ است.